# 일리에 두미트레스쿠
일리에 두미트레스쿠(Ilie Dumitrescu, 1969년 1월 6일, 부쿠레슈티 ~)는 루마니아의 전 축구 선수로, 포지션은 공격수였다.